# Viburnum dalzielii
Viburnum dalzielii är en desmeknoppsväxtart som beskrevs av W. W. Smith. Viburnum dalzielii ingår i släktet olvonsläktet, och familjen desmeknoppsväxter. Inga underarter finns listade i Catalogue of Life.